# Цуварева, Анастасия Сергеевна
Анастасия Сергеевна Цуварева (род. 16 февраля 1981) — российская самбистка и дзюдоистка, призёр чемпионатов России по дзюдо, Мастер спорта России международного класса. Тренер — Цуварев Михаил Валентинович. Окончила Российский университет спорта «ГЦОЛИФК». Специалист по физической культуре и спорту по специальности «физическая культура». Работает учителем физкультуры в Государственном бюджетном общеобразовательном учреждении города Москвы «Школа № 1208 имени Героя Советского Союза М. С. Шумилова».

## Спортивные результаты
- Чемпионат России по дзюдо 2005 года — ;
- Чемпионат России по дзюдо 2006 года — ;
- Чемпионат Москвы по дзюдо 2006 года — [1];
- Чемпионат Москвы по самбо 2006 года — 8 место[2];
- XXVII международный турнир по борьбе самбо 2006 года — [3];